# Sieben Quellen – Talaue Hohnerbach
Koordinaten: 51° 57′ 22″ N, 7° 12′ 14″ O
Das Naturschutzgebiet Sieben Quellen – Talaue Hohnerbach liegt auf dem Gebiet der Städte Billerbeck und Coesfeld  im Kreis Coesfeld in Nordrhein-Westfalen.
Das Gebiet erstreckt sich nordöstlich der Kernstadt Coesfeld und südwestlich der Kernstadt Billerbeck entlang des Hohnerbaches, eines Zuflusses der Berkel, zu beiden Seiten der Landesstraße L 581. Westlich des Gebietes fließt die Berkel und verläuft die L 555, südlich verläuft die Kreisstraße K 52.

## Bedeutung
Das etwa 36,0 ha große Gebiet wurde im Jahr 1991 unter der Schlüsselnummer COE-019 unter Naturschutz gestellt. Schutzziele sind der Erhalt und die Optimierung eines grünlandgeprägten Bachtales mit Quellbereichen, naturnahen Bachabschnitten, feuchtem, artenreichen und magerem Grünland sowie Laubwäldern und vielfältigen Kleingehölzstrukturen.